# Chucot ha-Mifrac
Chucot ha-Mifrac (hebr.: חוצות המפרץ) – jedna ze stacji kolejowych w Hajfie, w Izraelu. Jest obsługiwana przez Rakewet Jisra’el.

Stacja znajduje się w strefie przemysłowej położonej w północno-wschodniej części miasta Hajfa, nad Zatoką Hajfy. Dworzec jest przystosowany dla osób niepełnosprawnych.

## Połączenia
Pociągi z Hajfy jadą do Naharijji, Tel Awiwu, Lod, Modi’in, Rechowot, Aszkelonu i Beer Szewy.